# Unfug der Liebe
Pour plus de détails, voir Fiche technique et Distribution.
Unfug der Liebe est un film allemand réalisé par Robert Wiene, sorti en 1928.

## Synopsis
Une milliardaire américaine tombe amoureuse  d'un noble allemand désargenté mais ce denier ne laisse pas faire.

## Fiche technique
- Titre : Unfug der Liebe
- Réalisation : Robert Wiene
- Scénario : Max Glass d'après le roman d'Alexander Castell
- Photographie : Giovanni Vitrotti
- Pays de production : République de Weimar
- Format : Noir et blanc - 1,33:1 - Film muet
- Date de sortie : 1928

## Distribution
- Maria Jacobini
- Betty Astor (en)
- Oreste Bilancia
- Angelo Ferrari
- Willi Forst
- Ferry Sikla
- Jack Trevor (en)